# Juan de Nates
Juan Gómez de Nates y Fernández de Alvear, ou Juan de Nates est un maître maçon et un architecte espagnol, né à Secadura, Junta de Voto en Cantabrie vers 1547, et mort à Valladolid en 1613. 
Il a été un des architectes de Valladolid qui ont été des suiveurs de Juan de Herrera, il a été un de ceux qui ont travaillé dans les zones les plus éloignées, entre la fin du XVIe siècle et le début du XVIIe siècle, connu entre 1572 et 1613. Avec Juan de Ribero Rada et Pedro de Tolosa, il a été un des introducteurs du Classicisme dans la province de Valladolid

## Biographie
Il a appris son métier auprès de son père, Pedro Gómez de Nates (mort en 1588), à Valladolid, cité où il a passé la plus grande partie de sa vie et y a réalisé la plupart de ses ouvrages. Il s'est marié avec Maria de la Vega, fille du maître maçon et architecte Juan de la Vega (mort en 1595), frère de García de la Vega, (mort en 1594) originaires eux aussi de Secadura. Il a travaillé avec son beau-père.
Il est établi en 1558 à Valladolid quand il entre dans la Confrérie de la Passion et commence son activité professionnelle en 1572.
Il a aussi travaillé avec Juan Ribero de Rada. Après sa mort en 1600, Juan de Nates a terminé ses ouvrages.
Son œuvre la plus importante a été la reconstruction du monastère de Huelgas Reales, à Valladolid, construit en 1579. On lui attribue les plans de l'église de l'Annonciation à Santander pour la Compagnie de Jésus.
En 1585, il est le parrain d'Isabel, la fille de Francisco de la Maza, dans l'éflise paroissiale de San Andrés de Valladolid.